# Josef Franz Wagner
Josef Franz Wagner (20 de marzo de 1856 – 5 de junio de 1908) fue un compositor y director de banda militar austriaco. A veces se le denomina como "El rey austriaco de la marcha".
Su obra más conocida es la marcha Bajo la doble águila (Op. 159), que compuso en 1893. La marcha se convirtió en una de las favoritas en el repertorio de John Philip Sousa, cuya banda la grabó tres veces. La pieza fue la marcha oficial del Regimiento de Artillería Austriaco n.º 2 hasta su disolución en 2007.
Wagner también es conocido por la marcha Tiroler Holzhackerbuab'n (Op. 356). En 1895, estrenó en Viena su única ópera, Der Herzbub.